# Gosmer
Gosmer er en lille landsby i Østjylland beliggende i Gosmer Sogn ca. 10 kilometer sydøst for Odder og 30 kilometer syd for Aarhus. Gosmer ligger i Odder Kommune og hører til Region Midtjylland.
Gosmer Kirke er anselig og kaldes også for "Hads Herreds domkirke". Den er kendt for sin altertavle og bemaling, der er skabt af maleren Sven Havsteen-Mikkelsen.